# Star 69
«Star 69» es una canción de R.E.M. del álbum Monster. No fue lanzado como sencillo oficial, pero aun así alcanzó el puesto 74 en la lista Billboard Hot 100 Airplay de EE. UU.

## Recepción crítica
Chuck Campbell de Knoxville News Sentinel sintió que las «voces resonantes de Michael Stipe brotan de la vivacidad punk agitada» de «Star 69». Rob Jones calificó la canción como un «himno del glam punk de regreso a las raíces».

## Trasfondo
La canción lleva el nombre del número de acceso a la función de devolución de última llamada de los teléfonos de América del Norte, como lo indica su estribillo:

I know you called
I know you called
I know you hung up my line

Star 69

De todas las canciones de Monster, «Star 69» es la que más evolucionó desde su demo inicial. Comenzó con seis minutos de duración antes de que le quitaran el puente y le quitaran el coro original.
«Star 69» se tocó con frecuencia en vivo durante las giras en apoyo de Monster y su lanzamiento de 1998, Up, pero de 2003 a 2008 sólo se interpretó esporádicamente.

## Posicionamiento en listas
| Chart (1995)                        | Peak position |
| ----------------------------------- | ------------- |
| Canadian RPM 100                    | 73            |
| US Billboard Hot 100 Airplay        | 74            |
| US Billboard Mainstream Rock Tracks | 15            |
| US Billboard Modern Rock Tracks     | 8             |